# Fudži
Fudži ili Fudžijama (富士山 , : []) slušajⓘ
) najviša je planina u Japanu, visoka 3.776 m. Planina Fudži je vulkan koji je poslednju erupciju imao 1707. godine, ali ga geolozi generalno još uvek svrstavaju u aktivne. Ime planine potiče iz Ainu jezika i znači večni život. Planina Fudži, sa svojim elegantnim, kupastim oblikom, postala je poznata širom sveta i smatra se svetim simbolom Japana. Među Japancima postoji osećaj lične identifikacije s planinom, tako da se svakog proleća na hiljade njih penje do hrama koji se nalazi na njenom vrhu. Fudži je kroz istoriju bio veoma popularna tema u umetnosti. Planina je glavni deo nacionalnog parka Fudži-Hakone-Izu.

## Istorija
Po predanju, vulkan je nastao usled zemljotresa koji se dogodio 286. p. n. e. Starost Fudžija je osporavana, ali pretpostavlja se da je formiran u periodu kvartara, sa začetkom temelja u periodu tercijara. Prve erupcije i prvi vrhovi pojavili su se pre 600.000 godina. Iako izgleda da je u pitanju jednostavan vulkan u obliku kupe, Fudži zapravo čine tri odvojena vulkana — Komitake, Ko Fudži i Šin Fudži. Najmlađi, Šin Fudži (Novi Fudži), prvu erupciju imao je pre oko 10.000 godina i od tada nastavio da tinja uz povremene erupcije. Tokom milenijuma, lava i ostale izlučevine iz ovog vulkana prekrile su druga dva, povećavši nagib do sadašnjeg rastegljivog obima, što je planini dalo današnji konvergentni oblik.

### Erupcije
Rast mlađeg vulkana Fudži započeo je izbacivanjem velike količine lave pre 11.000 do 8.000 godina, računato prema 4/5 zapremine mlađeg vulkana. Manje eksplozivne erupcije bile su karakteristične za period pre 8.000 do 4.500 godina, uz period velikog isticanja lave pre 4.500 do 3.000 godina. Zatim je došlo do pojave povremenih velikih eksplozivnih erupcija, sa manjim isticanjima lave i piroklastičnim potocima. Vrhunac erupcija dogodio se pre 3.000 do 2.000 godina, nakon čega su se aktivirali otvori na bočnim stranama. Široke bujice bazaltne lave potekle su sa vrha a neki od preko 100 otvora na bočnim stranama blokirali su prelivanje prema tercijarnim Misaka planinama na severnoj strani vulkana, formirajući pet jezera Fudžija, danas popularnih izletišta. Poslednja potvrđena erupcija, ovog pretežno bazaltnog vulkana dogodila se 1707. i bila je najveća od svih prethodnih. Prekrila je Edo (Tokio) pepelom i formirala veliki novi krater na istočnoj strani.

## Lokacija
Planina je deo vulkanske zone Fudži, koja se proteže od Marijanskih ostrva i Izu ostrva kroz poluostrvo Izu do severnog Honšua. Visina planine je 3.776 m, a okružuju je pet jezera: Kavaguči, Jamanaka, Sai, Motosu i Šodži. Do planine se najlakše stiže vozom, putem linijom Tokaido između Tokija i Osake. Ukoliko se do planine putuje linijom Šinkansen iz Tokija u pravcu Nagoje, Kjotoa i Osake, najbolji pogled na planinu pruža se u blizini stanice Šin-Fudži s desne strane voza, 40-ak minuta nakon izlaska iz Tokija.

### Klima
Vrh ima klimu tundre (Kepen: ET). Temperatura je veoma mala na visinama, a kupa prekrivena snegom nekoliko meseci u godini. Najniža temperatura je −38,0 ° (februar 1981), a najviša 17,8 ° (avgust 1942).
| Klima Planina Fudži (1981—2010), evidencija 1932—2011. | Klima Planina Fudži (1981—2010), evidencija 1932—2011. | Klima Planina Fudži (1981—2010), evidencija 1932—2011. | Klima Planina Fudži (1981—2010), evidencija 1932—2011. | Klima Planina Fudži (1981—2010), evidencija 1932—2011. | Klima Planina Fudži (1981—2010), evidencija 1932—2011. | Klima Planina Fudži (1981—2010), evidencija 1932—2011. | Klima Planina Fudži (1981—2010), evidencija 1932—2011. | Klima Planina Fudži (1981—2010), evidencija 1932—2011. | Klima Planina Fudži (1981—2010), evidencija 1932—2011. | Klima Planina Fudži (1981—2010), evidencija 1932—2011. | Klima Planina Fudži (1981—2010), evidencija 1932—2011. | Klima Planina Fudži (1981—2010), evidencija 1932—2011. | Klima Planina Fudži (1981—2010), evidencija 1932—2011. |
| Pokazatelj \ Mesec                                     | .Jan.                                                  | .Feb.                                                  | .Mar.                                                  | .Apr.                                                  | .Maj.                                                  | .Jun.                                                  | .Jul.                                                  | .Avg.                                                  | .Sep.                                                  | .Okt.                                                  | .Nov.                                                  | .Dec.                                                  | .God.                                                  |
| ------------------------------------------------------ | ------------------------------------------------------ | ------------------------------------------------------ | ------------------------------------------------------ | ------------------------------------------------------ | ------------------------------------------------------ | ------------------------------------------------------ | ------------------------------------------------------ | ------------------------------------------------------ | ------------------------------------------------------ | ------------------------------------------------------ | ------------------------------------------------------ | ------------------------------------------------------ | ------------------------------------------------------ |
| Apsolutni maksimum, °C (°F)                            | −1,7 (28,9)                                            | 0,0 (32)                                               | 1,0 (33,8)                                             | 4,7 (40,5)                                             | 12,2 (54)                                              | 12,3 (54,1)                                            | 17,4 (63,3)                                            | 17,8 (64)                                              | 16,3 (61,3)                                            | 10,4 (50,7)                                            | 6,9 (44,4)                                             | 3,6 (38,5)                                             | 17,8 (64)                                              |
| Maksimum, °C (°F)                                      | −15,7 (3,7)                                            | −14,7 (5,5)                                            | −10,9 (12,4)                                           | −5,7 (21,7)                                            | −0,8 (30,6)                                            | 3,6 (38,5)                                             | 7,5 (45,5)                                             | 9,3 (48,7)                                             | 6,1 (43)                                               | −0,1 (31,8)                                            | −6,4 (20,5)                                            | −12,2 (10)                                             | −3,4 (25,9)                                            |
| Prosek, °C (°F)                                        | −18,4 (−1,1)                                           | −17,8 (0)                                              | −14,2 (6,4)                                            | −8,7 (16,3)                                            | −3,4 (25,9)                                            | 1,1 (34)                                               | 4,9 (40,8)                                             | 6,2 (43,2)                                             | 3,2 (37,8)                                             | −2,8 (27)                                              | −9,2 (15,4)                                            | −15,2 (4,6)                                            | −6,2 (20,8)                                            |
| Minimum, °C (°F)                                       | −21,7 (−7,1)                                           | −21,5 (−6,7)                                           | −17,8 (0)                                              | −12,1 (10,2)                                           | −6,5 (20,3)                                            | −1,6 (29,1)                                            | 2,4 (36,3)                                             | 3,6 (38,5)                                             | 0,4 (32,7)                                             | −5,8 (21,6)                                            | −12,2 (10)                                             | −18,3 (−0,9)                                           | −9,3 (15,3)                                            |
| Apsolutni minimum, °C (°F)                             | −37,3 (−35,1)                                          | −38 (−36)                                              | −33,9 (−29)                                            | −27,8 (−18)                                            | −18,9 (−2)                                             | −13,1 (8,4)                                            | −6,9 (19,6)                                            | −4,3 (24,3)                                            | −10,8 (12,6)                                           | −19,5 (−3,1)                                           | −28,1 (−18,6)                                          | −33 (−27)                                              | −38 (−36)                                              |
| Relativna vlažnost, %                                  | -                                                      | -                                                      | 58                                                     | 60                                                     | 61                                                     | 70                                                     | 79                                                     | 73                                                     | 68                                                     | 53                                                     | 50                                                     | 47                                                     | -                                                      |
| Izvor: JMA                                             |                                                        |                                                        |                                                        |                                                        |                                                        |                                                        |                                                        |                                                        |                                                        |                                                        |                                                        |                                                        |                                                        |

## U umetnosti
Japanska istorija umetnosti pokazuje da su Japanci razvili jaku vezu s planinom Fudži. Od svih radova koji prikazuju planinu, najstariji sačuvani je crtež na kliznim vratima iz perioda Heian koji datira iz XI veka. Fudži se veoma često pojavljuje u umetnosti jer je dugo bio obožavan i poštovan kao simbol umetnosti. Primeri uključuju e-maki monogatari (priče ilustrovane na svitku), Fuji-sankei mandale koje obožavaju planinu, ukiyoe ksilografije, slike u japanskom stilu i rukotvorine.

## Spoljašnje veze
- (jezik: japanski)